# Abisso di Macocha
L'abisso di Macocha è una voragine calcarea che si trova al centro del complesso carsico moravo, nei pressi della Grotta di Punkva.
È profonda 138 metri e si è creata in seguito al crollo del tetto roccioso di un'immensa caverna. La voragine è coperta da una fitta vegetazione grazie alla temperatura favorevole ed al microclima umido. L'abisso è visibile dal basso nel corso della visita guidata alla grotta di Punkva.
Nel fondo della voragine la temperatura è relativamente bassa anche nei periodi estivi e spesso è presente una leggera foschia che crea un'atmosfera particolare.
È possibile ammirare la Macocha anche dall'alto, raggiungendone la cima in auto, per mezzo della teleferica o affrontando la risalita con la lunga ma suggestiva scalinata.
Sull'orlo del precipizio è presente una ringhiera metallica dalla quale è possibile affacciarsi per guardare il fondo dell'abisso e il fiume Punkva che vi scorre nel mezzo.